# Liste des reptiles en France métropolitaine

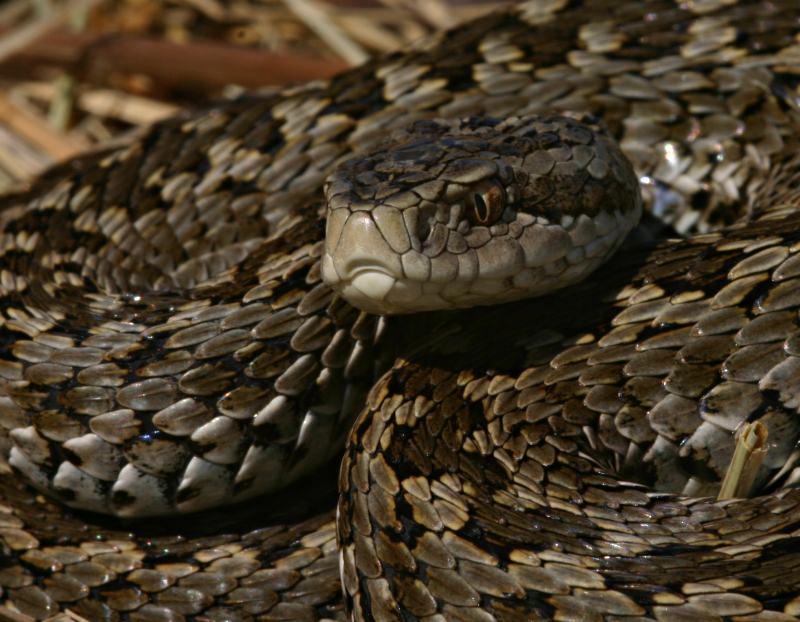
La vipère d'Orsini est considérée comme en danger critique d'extinction en France par l'UICN.

Cette liste systématique des noms vulgaires de reptiles ne concerne que les espèces vivant en France métropolitaine (Corse comprise).

Notons qu'aucune espèce n'est endémique de France métropolitaine, bien que certaines aient une aire de répartition très restreinte en dehors des frontières françaises (les lézards du genre Iberolacerta ou encore le lézard tyrrhénien). Les détails des répartitions de chacune de ces espèces sont consultables sur leurs articles respectifs.

## Statuts des listes rouges de l'UICN
Les statuts de conservation utilisés par la liste rouge de l'UICN mondiale sont :
| (EX) | Éteint                  | Il n'y a pas le moindre doute sur le fait que le dernier spécimen recensé est mort.                                                                   |
| (EW) | Éteint à l'état sauvage | L'espèce est connue uniquement en captivité ou en tant que population naturalisée bien en dehors de son ancienne aire de répartition.                 |
| (CR) | En danger critique      | L'espèce risque prochainement de s'éteindre à l'état sauvage.                                                                                         |
| (EN) | En danger               | L'espèce fait face à un très gros risque d'extinction à l'état sauvage.                                                                               |
| (VU) | Vulnérable              | L'espèce fait face à un gros risque d'extinction à l'état sauvage.                                                                                    |
| (NT) | Quasi menacé            | L'espèce ne satisfait pas un ou plusieurs des critères prévus qui permettraient de la catégoriser, mais pourrait risquer de s'éteindre dans le futur. |
| (LC) | Préoccupation mineure   | Il n'y a pas de risque identifiable pour l'espèce. |
| (DD) | Données insuffisantes   | Il n'y a pas d'information adéquate qui permettraient de faire une évaluation des risques pour cette espèce.                                          |
| (NE) | Non évalué              | L'espèce n'a pas encore été confrontée aux critères précédents, n'est pas reconnue par l'UICN ou bien s'est éteinte avant le XVIe siècle.             |

Et les statuts présents dans la liste rouge de l'UICN France sont :
| (EX) | Éteint                    | Il n'y a pas le moindre doute sur le fait que le dernier spécimen recensé est mort.                                                                   |
| (EW) | Éteint à l'état sauvage   | L'espèce est connue uniquement en captivité ou en tant que population naturalisée bien en dehors de son ancienne aire de répartition.                 |
| (RE) | Éteint au niveau régional | L'espèce n'est plus présente localement en France à l'état sauvage mais se trouve dans d'autres pays.                                                 |
| (CR) | En danger critique        | L'espèce risque prochainement de s'éteindre à l'état sauvage.                                                                                         |
| (EN) | En danger                 | L'espèce fait face à un très gros risque d'extinction à l'état sauvage.                                                                               |
| (VU) | Vulnérable                | L'espèce fait face à un gros risque d'extinction à l'état sauvage.                                                                                    |
| (NT) | Quasi menacé              | L'espèce ne satisfait pas un ou plusieurs des critères prévus qui permettraient de la catégoriser, mais pourrait risquer de s'éteindre dans le futur. |
| (LC) | Préoccupation mineure     | Il n'y a pas de risque identifiable pour l'espèce. |
| (DD) | Données insuffisantes     | Il n'y a pas d'information adéquate qui permettraient de faire une évaluation des risques pour cette espèce.                                          |
| (NA) | Non applicable            | L'espèce peut être d'introduction récente ou erratique sur le territoire.                                                                             |
| (NE) | Non évalué                | L'espèce n'a pas encore été confrontée aux critères précédents, n'est pas reconnue par l'UICN ou bien s'est éteinte avant le XVIe siècle.             |

## Lézards
- Famille des Anguidae

| Image                  | Nom normalisé, nom binominal et auteur       | Aire de répartition et statut UICN mondial | Origine pour la France métropolitaine | Répartition actuelle en France métropolitaine                                           | UICN France 2015 |
| ---------------------- | -------------------------------------------- | ------------------------------------------ | ------------------------------------- | --------------------------------------------------------------------------------------- | ---------------- |
| Orvet fragile          | Orvet fragile Anguis fragilis Linnaeus, 1758 | sauf Italie, voir cinerea                  | Autochtone                            | France métropolitaine (pas de ssp)                                                      | (LC)             |
| Illustration manquante | Orvet de Vérone Anguis cinerea Pollini, 1818 | Italie et Alpes-Maritimes                  | Autochtone                            | Alpes-Maritimes (pas de ssp), ex-population du fragilis ré-élevée en espèce depuis 2013 | (DD)             |

- Famille des Gekkonidae

| Image                  | Nom normalisé, nom binominal et auteur                        | Aire de répartition et statut UICN mondial             | Origine pour la France métropolitaine                                                     | Répartition actuelle en France métropolitaine                                  | UICN France 2015 |
| ---------------------- | ------------------------------------------------------------- | ------------------------------------------------------ | ----------------------------------------------------------------------------------------- | ------------------------------------------------------------------------------ | ---------------- |
| Hémidactyle verruqueux | Hémidactyle verruqueux Hemidactylus turcicus (Linnaeus, 1758) | Aire de répartition de l'Hémidactyle verruqueux · (LC) | Partiellement autochtone sur la côte, introduit en Corse au moins depuis l'époque romaine | H. t. turcicus : côte méditerranéenne essentiellement en zone urbaine et Corse |                  |

- Famille des Lacertidae

| Image                         | Nom vulgaire           | Espèce                     | Sous-espèce                                             | Répartition | Statut UICN France | Statut UICN mondial | Note                                                                                      |
| ----------------------------- | ---------------------- | -------------------------- | ------------------------------------------------------- | --- | ------------------ | ------------------- | ----------------------------------------------------------------------------------------- |
| Acanthodactylus erythrurus    | Acanthodactyle commun  | Acanthodactylus erythrurus | - erythrurus                                            | Disparu (présence ancienne néanmoins soumise à débat ; l'espèce a été retenue comme autrefois présente en France par l'INPN, qui ne la recense pas pour autant dans sa base de données) | (NE)               | (LC)                | Espèce extirpée, peut-être présente dans le sud de la France jusqu'à la fin du XXe siècle |
| Algyroïde de Fitzinger        | Algyroïde de Fitzinger | Algyroides fitzingeri      | Pas de sous-espèce                                      | Corse | (LC)               | (LC)                | Endémique de Corse et de Sardaigne                                                        |
| Lézard catalan                | Lézard catalan         | Podarcis liolepis          | - P. l. liolepis - P. l. cebennensis - P. l. sebastiani | Sud de la France | (LC)               | (NE)                | Ex sous-espèce de Podarcis hispanicus                                                     |
| Lézard de Bedriaga            | Lézard de Bedriaga     | Archaeolacerta bedriagae   | - A. b. bedriagae                                       | Corse | (NT)               | (NT)                | Endémique de Corse et de Sardaigne                                                        |
| Lézard des murailles          | Lézard des murailles   | Podarcis muralis           | - P. m. brongniardii - P. m. merremius                  | France métropolitaine | (LC)               | (LC)                |                                                                                           |
| Lézard des ruines             | Lézard des ruines      | Podarcis siculus           | - P. s. campestris - P. s. cettii                       | Introduit ; Corse et quelques îles méditerranéennes | (NA)               | (LC)                | Espèce introduite et invasive                                                             |
| Lézard des souches            | Lézard des souches     | Lacerta agilis             | - L. a. agilis - L. a. garzoni                          | France métropolitaine | (NT)               | (LC)                |                                                                                           |
| Lézard ocellé                 | Lézard ocellé          | Timon lepidus              | - T. l. lepidus                                         | Sud de la France | (VU)               | (NT)                |                                                                                           |
| Lézard pyrénéen d'Aurelio     | Lézard d'Aurelio       | Iberolacerta aurelioi      | Pas de sous-espèce                                      | Pyrénées | (EN)               | (EN)                | Endémique des Pyrénées françaises et espagnoles                                           |
| Lézard pyrénéen de Bonnal     | Lézard de Bonnal       | Iberolacerta bonnali       | Pas de sous-espèce                                      | Pyrénées | (VU)               | (NT)                | Endémique des Pyrénées françaises et espagnoles                                           |
| Lézard pyrénéen du Val d'Aran | Lézard du Val d'Aran   | Iberolacerta aranica       | Pas de sous-espèce                                      | Pyrénées | (EN)               | (EN)                | Endémique des Pyrénées françaises et espagnoles                                           |
| Lézard tyrrhénien             | Lézard tyrrhénien      | Podarcis tiliguerta        | Pas de sous-espèce                                      | Corse | (LC)               | (LC)                | Endémique de Corse et de Sardaigne                                                        |
| Lézard vert occidental        | Lézard vert occidental | Lacerta bilineata          | - L. b. bilineata                                       | France métropolitaine | (LC)               | (LC)                |                                                                                           |
| Lézard vivipare               | Lézard vivipare        | Zootoca vivipara           | - Z. v. louislantzi - Z. v. vivipara                    | France métropolitaine | (LC)               | (LC)                |                                                                                           |
| Psammodrome algire            | Psammodrome algire     | Psammodromus algirus       | - P. a. algirus                                         | Languedoc-Roussillon | (LC)               | (LC)                |                                                                                           |
| Psammodrome d'Edwards         | Psammodrome d'Edwards  | Psammodromus hispanicus    | - P. h. edwarsianus                                     | Côte méditerranéenne | (NT)               | (LC)                | Endémique du sud de la France et de la péninsule Ibérique                                 |

- Famille des Phyllodactylidae

| Image                 | Nom normalisé, nom binominal et auteur                       | Aire de répartition et statut UICN mondial             | Origine pour la France métropolitaine                                                     | Répartition actuelle en France métropolitaine                          | UICN France 2015 |
| --------------------- | ------------------------------------------------------------ | ------------------------------------------------------ | ----------------------------------------------------------------------------------------- | ---------------------------------------------------------------------- | ---------------- |
| Tarente de Maurétanie | Tarente de Maurétanie Tarentola mauritanica (Linnaeus, 1758) | Aire de répartition de la Tarente de Maurétanie · (LC) | Partiellement autochtone sur la côte, introduit en Corse au moins depuis l'époque romaine | T. m. mauritanica : côte méditerranéenne dont en zone urbaine et Corse | (LC)             |

- Famille des Scincidae

| Image      | Nom normalisé, nom binominal et auteur       | Aire de répartition et statut UICN mondial | Origine pour la France métropolitaine | Répartition actuelle en France métropolitaine  | UICN France 2015 |
| ---------- | -------------------------------------------- | ------------------------------------------ | ------------------------------------- | ---------------------------------------------- | ---------------- |
| Seps strié | Seps strié Chalcides striatus (Cuvier, 1829) | Aire de répartition Seps strié · (LC)      | Autochtone                            | France méditerranéenne hors Corse (pas de ssp) | (LC)             |

- Famille des Sphaerodactylidae

| Image            | Nom normalisé, nom binominal et auteur          | Aire de répartition et statut UICN mondial       | Origine pour la France métropolitaine | Répartition actuelle en France métropolitaine | UICN France           |
| ---------------- | ----------------------------------------------- | ------------------------------------------------ | ------------------------------------- | --------------------------------------------- | --------------------- |
| Eulepte d'Europe | Eulepte d'Europe Euleptes europaea (Gené, 1839) | Corse et des iles provençales, Italie et Tunisie | Autochtone                            | Corse et des iles provençales (pas de ssp)    | sauf pour la Provence |

## Serpents

### Couleuvres
- Famille des Colubridae

| Image                    | Nom vulgaire             | Espèce                 | Sous-espèce          | Répartition                 | Statut UICN France | Statut UICN mondial | Note |
| ------------------------ | ------------------------ | ---------------------- | -------------------- | --------------------------- | ------------------ | ------------------- | ---- |
| Coronelle girondine      | Coronelle girondine      | Coronella girondica    | Pas de sous-espèce   | Moitié sud de la France     | (LC)               | (LC)                |      |
| Coronelle lisse          | Coronelle lisse          | Coronella austriaca    | - C. g. austriaca    | France métropolitaine       | (LC)               | (LC)                |      |
| Couleuvre à échelons     | Couleuvre à échelons     | Zamenis scalaris       | Pas de sous-espèce   | Côte méditerranéenne        | (LC)               | (LC)                |      |
| Couleuvre d'Esculape     | Couleuvre d'Esculape     | Zamenis longissimus    | Pas de sous-espèce   | Deux tiers sud de la France | (LC)               | (LC)                |      |
| Couleuvre verte et jaune | Couleuvre verte et jaune | Hierophis viridiflavus | - H. v. viridiflavus | Deux tiers sud de la France | (LC)               | (LC)                |      |

- Famille des Lamprophiidae

| Image                    | Nom vulgaire             | Espèce                  | Sous-espèce            | Répartition          | Statut UICN France | Statut UICN mondial | Note |
| ------------------------ | ------------------------ | ----------------------- | ---------------------- | -------------------- | ------------------ | ------------------- | ---- |
| Couleuvre de Montpellier | Couleuvre de Montpellier | Malpolon monspessulanus | - M. m. monspessulanus | Côte méditerranéenne | (LC)               | (LC)                |      |

- Famille des Natricidae

| Image               | Nom vulgaire                    | Espèce               | Sous-espèce                                           | Répartition                                               | Statut UICN France | Statut UICN mondial | Note                                                                                    |
| ------------------- | ------------------------------- | -------------------- | ----------------------------------------------------- | --------------------------------------------------------- | ------------------ | ------------------- | --------------------------------------------------------------------------------------- |
|                     | Couleuvre à collier ibérique    | Natrix astreptophora |                                                       | Sud-ouest de la France                                    | (NE)               | (NE)                |                                                                                         |
| Couleuvre à collier | Couleuvre à collier occidentale | Natrix helvetica     | - N. h. astreptophora - N. h. corsa - N. h. helvetica | France métropolitaine (dont Corse)                        | pour la Ssp. Corsa | (NE)                | Anciennement considérée comme une sous-espèce de la couleuvre à collier (Natrix natrix) |
| Couleuvre vipérine  | Couleuvre vipérine              | Natrix maura         | Pas de sous-espèce                                    | Deux tiers sud de la France                               | (NT)               | (LC)                |                                                                                         |
|                     | Couleuvre tessellée             | Natrix tessellata    | Pas de sous-espèce                                    | Allochtone (colonisatrice non naturelle) ; rives du Léman | (NA)               | (LC)                | Espèce allochtone, se répandant depuis la rive suisse du Léman où elle a été introduite |

### Vipères
- Famille des Viperidae

| Image            | Nom vulgaire     | Espèce         | Sous-espèce                     | Répartition           | Statut UICN France | Statut UICN mondial | Note |
| ---------------- | ---------------- | -------------- | ------------------------------- | --------------------- | ------------------ | ------------------- | ---- |
| Vipère aspic     | Vipère aspic     | Vipera aspis   | - V. a. aspis - V. a. zinnikeri | France métropolitaine | (LC)               | (LC)                |      |
| Vipère d'Orsini  | Vipère d'Orsini  | Vipera ursinii | - V. u. ursinii                 | Sud des Alpes         | (EN)               | (VU)                |      |
| Vipère de Séoane | Vipère de Seoane | Vipera seoanei | - V. s. seoanei                 | Pyrénées-Atlantiques  | (VU)               | (LC)                |      |
| Vipère péliade   | Vipère péliade   | Vipera berus   | - V. b. berus                   | France métropolitaine | (VU)               | (LC)                |      |

## Tortues

### Tortues marines
- Famille des Cheloniidae

| Image | Nom vulgaire     | Espèce                 | Sous-espèce | Répartition                                             | Statut UICN France | Statut UICN mondial | Note                                                                                    |
| ----- | ---------------- | ---------------------- | ----------- | ------------------------------------------------------- | ------------------ | ------------------- | --------------------------------------------------------------------------------------- |
|       | Caouanne         | Caretta caretta        | -           | Recolonisatrice en tant qu'espèce reproductrice ; côtes | (DD)               | (VU)                |                                                                                         |
|       | Tortue imbriquée | Eretmochelys imbricata | -           | Erratique ; côtes                                       | (NA)               | (CR)                | Espèce présente de manière trop occasionnelle ou marginale pour être évaluée par l'UICN |
|       | Tortue de Kemp   | Lepidochelys kempii    | -           | Erratique ; côtes                                       | (DD)               | (CR)                | Espèce présente de manière trop occasionnelle ou marginale pour être évaluée par l'UICN |
|       | Tortue olivâtre  | Lepidochelys olivacea  | -           | Erratique ; côtes                                       | (NE)               | (VU)                | Espèce présente de manière trop occasionnelle ou marginale pour être évaluée par l'UICN |
|       | Tortue verte     | Chelonia mydas         | -           | Erratique ; côtes                                       | -                  | (EN)                | Espèce présente de manière trop occasionnelle ou marginale pour être évaluée par l'UICN |

- Famille des Dermochelyidae

| Image | Nom vulgaire | Espèce               | Sous-espèce | Répartition                          | Statut UICN France | Statut UICN mondial | Note |
| ----- | ------------ | -------------------- | ----------- | ------------------------------------ | ------------------ | ------------------- | ---- |
|       | Tortue luth  | Dermochelys coriacea | -           | Autochtone non reproductrice ; côtes | (DD)               | (VU)                |      |

### Tortues palustres
- Famille des Emydidae

| Image             | Nom vulgaire      | Espèce            | Sous-espèce                                                   | Répartition                            | Statut UICN France | Statut UICN mondial | Note            |
| ----------------- | ----------------- | ----------------- | ------------------------------------------------------------- | -------------------------------------- | ------------------ | ------------------- | --------------- |
| Cistude d'Europe  | Cistude           | Emys orbicularis  | - E. o. orbicularis - E. o. galloitalica - E. o. occidentalis | Moitié sud de la France métropolitaine | (LC)               | (NT)                |                 |
| Tortue de Floride | Tortue de Floride | Trachemys scripta | - Tortue de Floride : T. s. elegans                           | Introduite ; France métropolitaine     | (NA)               | (LC)                | Espèce invasive |

- Famille des Geoemydidae

| Image | Nom vulgaire   | Espèce           | Sous-espèce     | Répartition                                  | Statut UICN France | Statut UICN mondial | Note |
| ----- | -------------- | ---------------- | --------------- | -------------------------------------------- | ------------------ | ------------------- | ---- |
|       | Émyde lépreuse | Mauremys leprosa | - M. l. leprosa | Languedoc-Roussillon et Pyrénées-Atlantiques | (VU)               | (VU)                |      |

- Famille des Chelydridae

| Image | Nom vulgaire      | Espèce              | Sous-espèce | Répartition                                                                           | Statut UICN France | Statut UICN mondial | Note  |
| ----- | ----------------- | ------------------- | ----------- | ------------------------------------------------------------------------------------- | ------------------ | ------------------- | ----- |
|       | Tortue serpentine | Chelydra serpentina |             | Introduite ; principalement trouvés en Île-de-France et autour de Bordeaux et de Lyon | (NA)               | (LC)                | [ 4 ] |

### Tortues terrestres
- Famille des Testudinidae

| Image            | Nom vulgaire     | Espèce           | Sous-espèce | Répartition                                                    | Statut UICN France         | Statut UICN mondial | Note              |
| ---------------- | ---------------- | ---------------- | --- | -------------------------------------------------------------- | -------------------------- | ------------------- | ----------------- |
| Tortue d'Hermann | Tortue d'Hermann | Testudo hermanni | - T. h. hermanni | Var et Corse                                                   | pour la population varoise | (NT)                |                   |
| Tortue grecque   | Tortue grecque   | Testudo graeca   | - Testudo graeca zarudnyi - Testudo graeca armeniaca - Testudo graeca buxtoni - Testudo graeca cyrenaica - Testudo graeca graeca - Testudo graeca ibera - Testudo graeca marokkensis - Testudo graeca nabeulensis - Testudo graeca soussensis - Testudo graeca terrestris | Nord-Pas-de-Calais,Haute-Garonne et Provence-Alpes-Côte d'Azur | (NA)                       | (VU)                | Espèce introduite |